# Protestas en Egipto en noviembre y diciembre de 2012
Las protestas en Egipto contra el presidente Mohamed Morsi estallaron el viernes 23 de noviembre de 2012 como respuesta contra una nueva ley ─finalmente no llevada a cabo─ que hubiera concentrado nuevos poderes en la figura del presidente y que fue considerada por sus opositores como «dictatorial».

## Escenario
Mohamed Morsi ascendió al poder tras unas elecciones convocadas tras la caída del régimen de Hosni Mubarak como parte de la Primavera Árabe.
Aprovechando su creciente popularidad tras mediar entre Israel y Gaza luego de una serie de enfrentamientos, el jueves 22 de noviembre anunció un nuevo decreto-ley que contemplaba amplios poderes de supervisión e inmunidad legal para su persona.

## Desarrollo de las protestas

### Viernes 23 de noviembre
El viernes 23 de noviembre, numerosos líderes de la oposición llamaron a volver a concentrarse en la Plaza Tahrir de El Cairo, símbolo de la revolución de 2011. Conforme avanzó el día se fueron concentrando un mayor número de protestantes, entre ellos el premio nobel de la paz Mohamed el-Baradei. Más tarde, las protestas se tornaron violentas, y se registaron enfrentamientos entre las fuerzas de seguridad y los manifestantes, que lanzaron cócteles molotov.
Las protestas se extendieron a Alejandría, donde la sede del partido de Morsi Libertad y Justicia fue incendiada.
Al final del día se organizó una protesta paralela pro-Morsi, de menor seguimiento.

### Sábado 24 de noviembre
En el plano político, surgió el Frente de Salvación Nacional, una coalición política creada para coordinar las protestas y enfrentarse al «nuevo faraón» Morsi. El proyecto contó con el apoyo del premio nobel El-Baradei.
Una marcha multitudinaria convocada frente al Alto Tribunal Judicial de El Cairo por el Partido Constitución, el Partido Socialdemócrata Egipcio y el Partido Wafd (todos ellos de corte liberal) contra Morsi fue atacada por partidarios del presidente con petardos, lo que provocó la intervención de la policía mediante gases lacrimógenos.
Otra manifestación de miles de personas reunida en la plaza Tahrir bajo el lema «Mursi dictador» fue también dispersada por la policía con gases lacrimogénos. 
Se reportó que algunas sedes de los Hermanos Musulmanes habían sido incendiadas, y una  manifestación pro-Mursi fue celebrada en El Cairo.
Paralelamente, el Club de Jueces de Egipto, la principal asociación de magistrados del país, declaró una huelga indefinida y  la Asociación de Jueces de Alejandría anunció otro paro de las administraciones judiciales en las provincias de Alejandría y Beheira. La Corte Judicial Suprema de Egipto, por su parte, declaró que la nueva ley era "un ataque sin precedentes contra la independencia del poder judicial".

### Domingo 25 de noviembre
Se registaron choques entre los manifestantes y las fuerzas de seguridad en la calle Qasr al Aini, cerca de la plaza Tahrir, donde las autoridades comenzaron a construir un muro de hormigón para proteger las sedes del Parlamento y el Consejo de Ministros, ubicadas en las proximidades.
La Bolsa egipcia suspendió su cotización durante media hora por las pérdidas de millones de libras egipcias provocadas por el decreto de Mursi.
Una sede del partido de Morsi fue asaltada en la localidad de Damanhur, y como consecuencia murió un joven de 15 años y setenta resultaron heridas, según las fuentes del partido.

### Lunes 26 de noviembre
El lunes 26 de noviembre el número de heridos desde el inicio de las manifestaciones llegó a 500.
El presidente del Consejo de la Shura, Ahmed Fahmi, criticó el proyecto de Morsi a pesar de ser de su mismo partido por "dividir a la sociedad". 
Ese mismo día tuvieron lugar los funerales del joven de 15 años muerte en el asalto del partido de Morsi el día anterior (domingo 25 de noviembre) y de un miembro del opositor Movimiento Juvenil del 6 de abril que fue disparado por las fuerzas de seguridad el 18 de noviembre.

### Martes 27 de noviembre

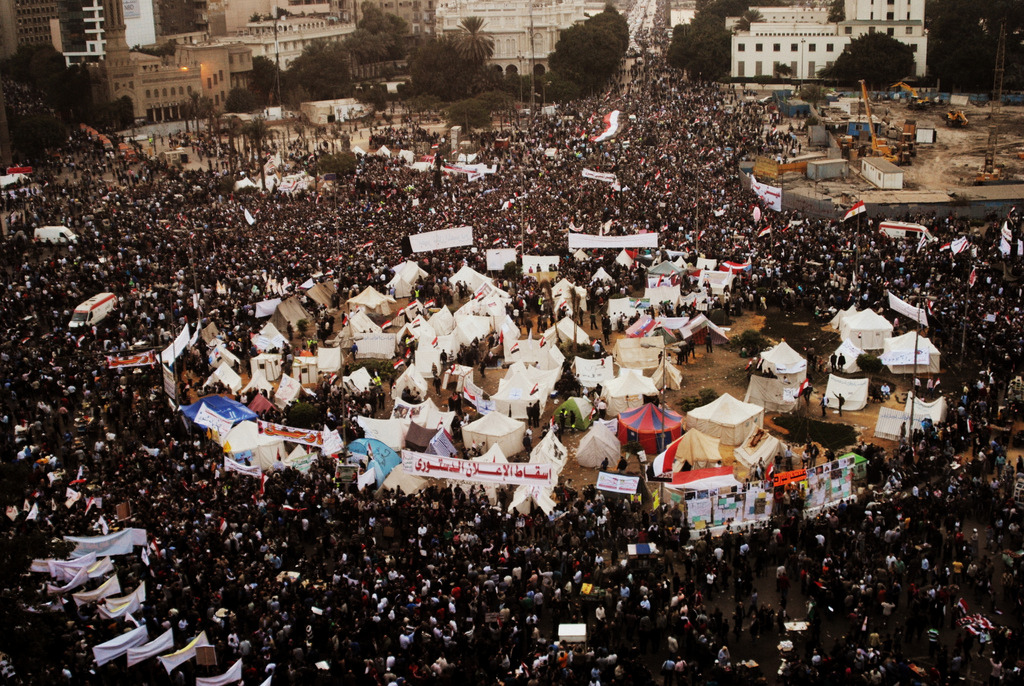
La Plaza Tahrir el 27 de noviembre

El martes 27 de noviembre las personas concentradas en la plaza Tahrir superaron los 100.000, las cuales declararon estar dispuestas a no abandonar el lugar hasta que se anularara el decreto-ley.
De nuevo se produjeron manifestaciones por todo el país, las cuales fueron reprimidas por la policía y se tornaron violentas (especialmente en la plaza Simón Bolívar de El Cairo). Un joven murió por inhalación de gas lacrimógeno.
Destacan dos grandes marchas que se convocaron a partir de las tres de la tarde (hora local) en las calles Shubra y Mustafa Mahmoud de la capital. Estas congregaron a miles de personas, entre ellos políticos como ElBaradei.
También se organizaron otras marcha anti-Morsi en Alejandría, Suez y Luxor. Además, opositores y defensores del Presidente se enfrentaron en la localidad de Mahalla Al-Kubra, dejando 15 heridos. La sede de la Hermandad Musulmana fue incendiada en la localidad Mansoura y la de Alejandría fue evacuada para evitar una situación similar.

### Miércoles 28 de noviembre
Las manifestaciones siguieron produciéndose por el país, convocadas tanto por opositores como por defensores de Morsi.
La Corte del Juzgado de Casación y la Corte Constitucional se sumaron a la huelga contra el Presidente y frenaron su trabajo.

## Cancelación del decreto
Ante el aumento del número de las protestas, que seguían convocándose ya en diciembre, el presidente Morsi se vio obligado el día 8 de dicho mes a cancelar su decreto ley sobre la inmunidad presidencial. No obstante, siguió en marcha con su reforma de la Constitución.
El Frente de Salvación Nacional consideró la medida "insuficiente e insatisfactoria" al no haber intentado llegar a ningún acuerdo sobre la Constitución. Este descontento acabaría provocando, meses más tarde, un golpe de Estado en Egipto en 2013 que derrocó por la fuerza a Morsi y a su gobierno.